# El Paraíso

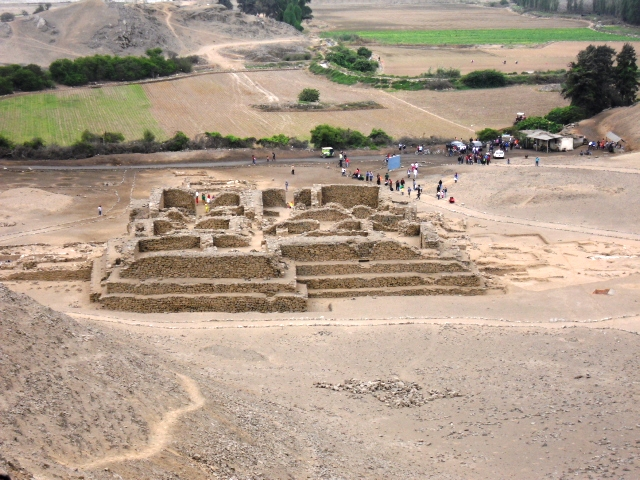
Hlavní pyramida v El Paraíso

El Paraíso nebo také Chuquitanta je archeologická lokalita v Peru. Nachází se v údolí řeky Chillón severně od Limy a má rozlohu okolo 58 hektarů. Místo objevil v padesátých letech dvacátého století Louis Stumer, archeologický výzkum vedl Fréderic Engel a po něm Jeffrey Quilter. Nachází se zde deset monumentálních staveb z archaického andského období, které dokládají existenci jedné z nejstarších předkolumbovských civilizací na americkém kontinentu. Patří k nim i chrám spojený s kultem ohně, jehož stáří se odhaduje až na pět tisíc let. Obyvatelé se věnovali pěstování dýní, fazolí, chilli papriček a jicamy, lovu ryb a mořských ptáků, tkaní látek z bavlny a zpracování kamene. Jejich kultura ještě neznala keramiku. Lokalitu mohlo obývat 1500 až 3000 osob. Nebyly nalezeny pozůstatky honosných pohřbů, které by svědčily o existenci privilegované vrstvy. Doba trvání civilizace se odhaduje na tři až čtyři století.
V červnu 2013 byla těžkou technikou rozbořena jedna z pyramid v lokalitě El Paraíso, vysoká šest metrů a zaujímající plochu zhruba 2000 m². Vyšetřování odhalilo souvislost s developerskými společnostmi Alisol a Provelanz, které mají zájem o lukrativní pozemky v blízkosti hlavního města a archeologové jim překážejí. Oblast poté obsadila policie, aby zabránila dalšímu ničení.